# Shamir (músico)

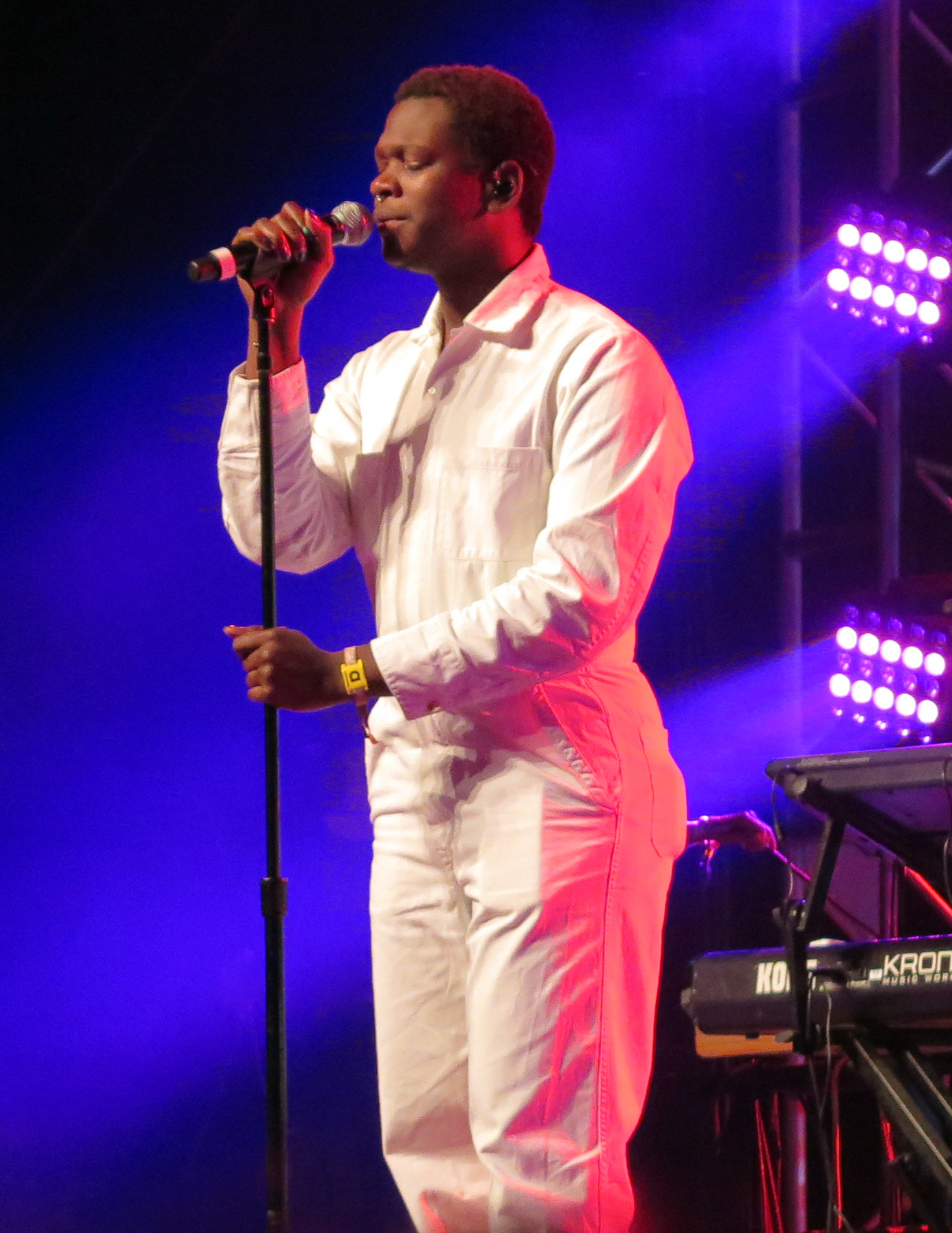

Shamir Bailey (nascido em 7 de novembro de 1994), mais conhecido como Shamir, é um cantor, compositor e ator norte-americano, nascido e criado em Las Vegas Nevada. Teve sua estreia com o extended play Northtown lançado em junho de 2014, na qual obteve críticas positivas. Em outubro de 2014, assinou com XL Recordings e lançou seu single On the Regular e posteriormente no ano de 2015 lançou seu álbum de estreia Ratchet, sendo recebido por criticas positivas.
Em 2017 após ter deixado sua gravadora XL Recordings, lançou seu segundo álbum Hope de forma independente, no mesmo ano, Shamir fundou sua própria gravadora, a Accidental Popstar Records.

## Discografia

### Álbuns de estúdio
- Ratchet (2015)
- Hope (2017)
- Revelations (2017)
- Resolution (2018)
- Be the Yee, Here Comes the Haw (2019)
- Cataclysm (2020)
- Shamir (2020)
- Heterosexuality (2022)
- Homo Anxietatem (2023)
- Ten (2025)

### Eps
- Bitter (2014)
- Northtown (2014)
- Room (2018)

### Outro
Bandcamp Friday ( 03/12/2021)**
Nota**. Coletânea de músicas lançadas exclusivamente na plataforma Bandcamp Friday, de forma temporária. O álbum ficou disponível por apenas 24 horas na data de seu lançamento.